# Yoshikatsu Yoshida
Yoshikatsu Yoshida (japonès: 吉田 義勝)  (Asahikawa, 30 d'octubre de 1941) és un lluitador japonès, ja retirat, especialista en lluita lliure, que va competir durant la dècada de 1960.
El 1964 va prendre part en els Jocs Olímpics d'Estiu de Tòquio, on guanyà la medalla d'or en la competició del pes mosca del programa lluita lliure.
En el seu palmarès també destaca una medalla d'or en els Campionat del Món de 1965.